# Last of the Breed
Last of the Breed  — студийный альбом американского кантри-музыкантов Вилли Нельсона, Мерла Хаггарда и Рэя Прайса, изданный 20 марта 2007 года на студии Lost Highway Records.
Двухдисковый альбом дебютировал под номером 64 в американском хит-параде Billboard 200 с тиражом около 13 000 копий за первую неделю. По состоянию на май 2015 года альбом разошелся в США тиражом 100 000 копий. Альбом занял 33-е место в списке 50 лучших альбомов 2007 года по версии Rolling Stone.

## Отзывы
| Оценки критиков  | Оценки критиков |
| Источник         | Оценка          |
| ---------------- | --------------- |
| AllMusic         | [ 5 ]           |
| Robert Christgau | A−              |
| The Music Box    | [ 7 ]           |
| Pitchfork Media  | [ 8 ]           |
| Slant            | [ 9 ]           |

Альбом получил положительные отзывы музыкальной критики и интернет-изданий. Марк Демминг из Allmusic написал: «…в лучшем случае Last of the Breed действительно звучит так, как эти вещи звучали в старые времена, и Нельсон, Хаггард и Прайс достигают чего-то большего, чем ностальгия — они предлагают волнующее напоминание о силе этой музыки, когда кантри говорила с чем-то более глубоким, чем просто маркетинговая демография». В своей рецензии музыкальный критик Роберт Кристгау написал: «Здесь не много шуток — они чувствуют свой разный возраст. Но они еще не умерли». Стивен Дойзнер пишет о стиле: «…большинство этих песен звучит так, будто трио пытается воссоздать стиль давно минувших дней, а не привязать эти песни к сегодняшнему дню. Такая ретроспективная ориентация странна, потому что ни одного из этих артистов нельзя обвинить в том, что они застряли в прошлом; на самом деле, их готовность адаптироваться к новым стилям без ущерба для своих стандартов — это отчасти то, что делает их последними в своей породе. Так что жаль, что Last of the Breed не лучше — им не только есть что сказать об этих старых песнях, им также есть что сказать через них». Хотя Джонатан Киф из Slant Magazine не согласен с названием, он хвалит альбом, называя его «коллекцией, почти безупречной в своем исполнении».

## Награды
В 2008 году Вилли Нельсон и Рэй Прайс получили премию «Грэмми» в номинации «Лучшее совместное кантри-исполнение с вокалом» за песню «Lost Highway».

## Список композиций

### Диск 1
1. «My Life’s Been a Pleasure» (Jesse Ashlock) — 3:03
2. «My Mary» (Джимми Дэвис, Stuart Hamblen) — 3:14
3. «Back to Earth» (Вилли Нельсон) — 3:25
4. «Heartaches by the Number» (Harlan Howard) — 3:04
5. «Mom and Dad’s Waltz» (Лефти Фризелл) — 3:26
6. «Some Other World» (Floyd Tillman) — 3:26
7. «Why Me» (Крис Кристофферсон) — 3:44
8. «Lost Highway» (Leon Payne) — 2:54
9. «I Love You a Thousand Ways» (Фризелл, Jim Beck) — 2:57
10. «Please Don’t Leave Me Any More Darlin'» (Ashlock) — 3:34
11. «I Gotta Have My Baby Back» (Tillman) — 3:12

### Диск 2
1. «Goin' Away Party» (Cindy Walker) — 3:25
2. «If I Ever Get Lucky» (Мерл Хаггард, Lou Bradley) — 4:11
3. «Sweet Memories» (Mickey Newbury) — 3:24
4. «Pick Me Up on Your Way Down» (Howard) — 3:16
5. «I Love You Because» (Payne) — 3:03
6. «Sweet Jesus» (Хаггард) — 3:38
7. «Still Water Runs the Deepest» (Ashlock) — 2:40
8. «I Love You So Much It Hurts» (Tillman) — 3:10
9. «That Silver-Haired Daddy of Mine» (Джин Отри, Jimmy Long) — 3:25
10. «I’ll Keep on Loving You» (Tillman) — 3:05
11. «Night Watch» (Walker) — 2:47

## Чарты
| Чарт (2007)                         | Высшая позиция |
| ----------------------------------- | -------------- |
| США (Billboard 200)                 | 64             |
| США (Top Country Albums, Billboard) | 7              |